# Tomarza
Tomarza ist eine Stadtgemeinde (Belediye) im gleichnamigen Ilçe (Landkreis) der Provinz Kayseri in der türkischen Region Zentralanatolien und gleichzeitig ein Stadtbezirk der 1988 gebildeten Büyükşehir belediyesi Kayseri (Großstadtgemeinde/Metropolprovinz). Seit der Gebietsreform 2013 ist die Gemeinde flächen- und einwohnermäßig identisch mit dem Landkreis. Auf einem älteren Stadtsiegel ist noch die Jahreszahl 1953 zu sehen, vielleicht ein Hinweis auf die Verleihung des Status einer Stadtgemeinde (Belediye).
Tomarza liegt im Südosten der Provinz und grenzt im Südwesten an Develi, im Nordwesten an Talas, im Norden an Bünyan und im Nordosten an Pınarbaşı. Im Südosten bildet Tufanbeyli in der Provinz Adana eine Nachbarschaft.
Der Kreis entstand 1953 durch Abtrennung von 56 Ortschaften (Mevkiler) aus dem Kreis Develi (Tomarza Bucağı) und aus dem Kreis Pınarbaşı (Toklar Bucağı). Er bestand (bis) Ende 2012 aus der Kreisstadt, zwei Stadtgemeinden (Belediye) (Avşarobası und Dadaloğlu) sowie 46 Dörfern (Köy). Die Dörfer und die beiden Belediye wurden im Zuge der Verwaltungsreform ab 2013 in Mahalle (Stadtviertel, Ortsteile) überführt, die fünf existierenden Mahalle der Kreisstadt blieben unverändert erhalten. Durch diese Herabstufungen stieg die Zahl der Mahalle auf 54 an. Den Mahalle steht ein Muhtar als oberster Beamter vor. 
Ende 2020 lebten durchschnittlich 408 Menschen in jeder Mahalle, 2.417 Einw. im bevölkerungsreichsten (Kurtuluş Mah.).

## Kirchengeschichte
Das verödete Gebiet „im Niemandsland zwischen Byzanz und den Arabern“ wurde Anfang des 10. Jahrhunderts von dem armenisch-byzantinischen Feldherrn Melias mit Landsleuten besiedelt und 954/957 zu einer syrisch-orthodoxen Metropolie erhoben. 1065 übergab Kaiser Konstantinos X. Dukas den Ort dem exilierten König Gagik von Kars. Von 1065 bis 1069 residierte hier der armenische Katholikos Gregor II.  Ende des 19. Jahrhunderts hatte Tomarza noch von 980 Haushalten 38 türkische und wenige griechische Häuser, die restlichen Häuser waren von Armeniern bewohnt. Im Ort existierten die Kirchen Aziz Boğos und Bedros, im östlichen Teil das Muttergotteskloster Surp Asdvadzadzin mit altchristlichem Kirchengebäude (Panagia), 6. Jh. Ein armenisches Bistum und Kloster bestanden bis zum Ersten Weltkrieg.